# Xã Volin, Quận Yankton, Nam Dakota
Xã Volin (tiếng Anh: Volin Township) là một xã thuộc quận Yankton, tiểu bang Nam Dakota, Hoa Kỳ. Năm 2010, dân số của xã này là 233 người.